# 昭和通 (東京都)
昭和通（日语：／ Shōwadōri */?）是一條位於日本東京都的主要道路，由港區新橋、第一京濱與銀座中央通（二者皆屬國道15號一部份）相接的交叉路口開始，直至位於台東區、與明治通相交會的的大關橫丁交叉路口為止，道路的南段屬東京都道316號日本橋芝浦大森線的一部份，北段則是國道4號的一部份。

## 歷史

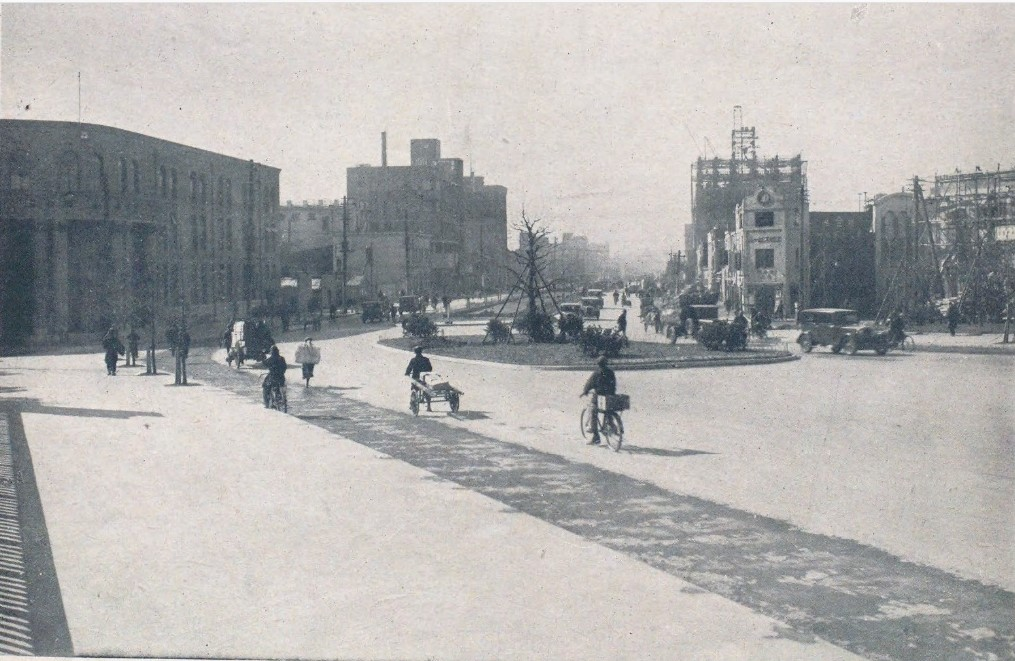
昭和時代初期的昭和通江戶橋附近一帶

昭和通是关东大地震后，由時任內務大臣後藤新平主導的帝都復興計劃中的「第1號幹線道路」。道路於1928年完工，路寬約為33-44米，呈南北走向。由於開通時時值明治時代之初，故道路以新年號命名，象徵著復興和新時代，並受到廣大市民的歡迎。